# Штолленверк, Георг
Гео́рг Што́лленверк (нем. Georg Stollenwerk; 19 декабря 1930, Дюрен, Рейнская провинция — 30 апреля 2014, Кёльн, Северный Рейн-Вестфалия) — западногерманский футболист и футбольный тренер, участник чемпионата мира 1958 года.

## Биография

### Клубная карьера
Штолленверк начал карьеру в «Дюрен 99», в составе которого играл в течение трёх сезонов.
В 1953 году Штолленверк стал игроком «Кёльна», в составе которого отыграл следующие 13 сезонов своей карьеры. За эти годы в составе этой команды Штолленверк в 1962 и 1964 годах выиграл чемпионские титулы, став одним из ключевых игроков в составе «красно-белых». В этом же клубе в 1966 году Штолленверк завершил карьеру в возрасте 35 лет.

### Карьера в сборной
В составе сборной ФРГ принимал участие на олимпийском футбольном турнире 1952 года, на котором в матче со сборной Югославии забил один гол. Матч завершился поражением сборной ФРГ со счётом 3:1 и их итоговым четвёртым местом.
Спустя шесть лет, Штолленверк играл на чемпионате мира 1958 года, сыграв в шести матчах немецкой сборной на турнире, на котором сборная ФРГ заняла четвёртое место. Всего за сборную Германии сыграл 23 матча, в которых забил 2 гола.

### Тренерская карьера
Работал главным тренером клубов «Алеманния» и «Кёльна», который возглавлял с 1975 по 1976 год.

### Смерть
Скончался 1 мая 2014 года в Кёльне в возрасте 83 лет.

## Достижения
«Кёльн»
- Чемпион Германии (2): 1961/62, 1963/64